# Othello (desková hra)
Othello, nazývaná též Reversi, je desková hra pro dva hráče, hraná na desce 8×8 polí. Hráči na desku pokládají kameny, které jsou z jedné strany bílé a z druhé černé, tak, aby mezi právě položený kámen a jiný kámen své barvy uzavřeli souvislou řadu soupeřových kamenů; tyto kameny se potom otočí a stanou se kameny druhého hráče. Vítězí hráč, který po zaplnění desky na ní má více svých kamenů.

## Historie hry
Hra vznikla pod názvem Reversi koncem 19. století v Anglii. Jejími vynálezci byli dva Angličané, Lewis Waterman a John W. Mollett. V roce 1891 ji jako jeden ze svých prvních titulů vydal známý německý výrobce her a hraček, firma Ravensburger.
Později hra upadla v zapomnění a znovu se objevila v roce 1971 v Japonsku, kde ji pod názvem Othello vydala firma Tsukuda Original. Název byl inspirován divadelní hrou Othello Williama Shakespeara, v níž dochází ke konfliktu mezi mouřenínem Othellem a jeho náměstkem Jagem, který se popisuje jako „muž dvou tváří“, čímž připomíná neustálé měnění barev kamenů ve hře. Hra se v Japonsku stala velmi populární a dnes jsou nejdůležitější turnaje dokonce přenášeny televizí. Existuje ale strategie, se kterou nelze prohrát, ale nejhůře remizovat.

## Pravidla hry
|    | |    |    |    |    |    |    |
|    | \| \| \| \| \| \| \| \| \| \| \| \| \| \| \| \| \| \| \| \| \| \| \| \| \| \| \| \| \| \| \| \| \| \| \| \| \| \| \| \| \| \| \| \| \| \| \| \| \| \| \| \| \| \| \| \| \| \| \| \| \| \| \| \| \| \| \| \| \| \| \| \| |    |    |    |    |    |    |
|    | |    |    |    |    |    |    |
| a1 | b1 | c1 | d1 | e1 | f1 | g1 | h1 |
| a2 | b2 | c2 | d2 | e2 | f2 | g2 | h2 |
| a3 | b3 | c3 | d3 | e3 | f3 | g3 | h3 |
| a4 | b4 | c4 | d4 | e4 | f4 | g4 | h4 |
| a5 | b5 | c5 | d5 | e5 | f5 | g5 | h5 |
| a6 | b6 | c6 | d6 | e6 | f6 | g6 | h6 |
| a7 | b7 | c7 | d7 | e7 | f7 | g7 | h7 |
| a8 | b8 | c8 | d8 | e8 | f8 | g8 | h8 |

| a1 | b1 | c1 | d1 | e1 | f1 | g1 | h1 |
| a2 | b2 | c2 | d2 | e2 | f2 | g2 | h2 |
| a3 | b3 | c3 | d3 | e3 | f3 | g3 | h3 |
| a4 | b4 | c4 | d4 | e4 | f4 | g4 | h4 |
| a5 | b5 | c5 | d5 | e5 | f5 | g5 | h5 |
| a6 | b6 | c6 | d6 | e6 | f6 | g6 | h6 |
| a7 | b7 | c7 | d7 | e7 | f7 | g7 | h7 |
| a8 | b8 | c8 | d8 | e8 | f8 | g8 | h8 |

Hra se hraje na desce 8×8 polí, která se nazývá othelier. Deska vypadá stejně jako šachovnice až na to, že se na ní nerozlišují černá a bílá pole. Pole se označují obdobně jako na šachovnici, tedy sloupce písmeny a až h, řady čísly 1 až 8. Při hře se používají kameny kulatého tvaru, které jsou z jedné strany černé a z druhé bílé. Na othelieru se kámen považuje za černý nebo bílý podle strany, kterou je otočen nahoru.
Na začátku jsou na čtyřech středových polích (d4, e4, d5, e5) položeny kameny, a to na polích d4 a e5 bílé, na polích d5 a e4 černé. Ostatní pole jsou prázdná. Hru zahajuje hráč hrající černými kameny, pak se hráči v tazích střídají.
Každý hráč ve svém tahu položí kámen své barvy (tj. svou barvou nahoru) na prázdné pole tak, aby mezi tímto kamenem a jiným kamenem jeho barvy ve stejné řadě, sloupci nebo úhlopříčce byla souvislá nepřerušená řada soupeřových kamenů. Všechny tyto soupeřovy kameny pak otočí svou stranou nahoru, takže se z nich stanou jeho kameny. Je-li takto uzavřeno více řad soupeřových kamenů, otočí se všechny. Při otočení může dojít k tomu, že se další souvislá řada soupeřových kamenů ocitne mezi jinými dvěma kameny hráče, který je na tahu; tyto kameny se však již neotáčejí. Otáčejí se jen ty řady, které jsou z jedné strany uzavřeny nově přiloženým kamenem.
|    | |    |    |    |    |    |    |
|    | \| \| \| \| \| \| \| \| \| \| \| \| \| \| \| \| \| \| \| \| \| \| \| \| \| \| \| \| \| \| \| \| \| \| \| \| \| \| \| \| \| \| \| \| \| \| \| \| \| \| \| \| \| \| \| \| \| \| \| \| \| \| \| \| \| \| \| \| \| \| \| \| |    |    |    |    |    |    |
|    | |    |    |    |    |    |    |
| a1 | b1 | c1 | d1 | e1 | f1 | g1 | h1 |
| a2 | b2 | c2 | d2 | e2 | f2 | g2 | h2 |
| a3 | b3 | c3 | d3 | e3 | f3 | g3 | h3 |
| a4 | b4 | c4 | d4 | e4 | f4 | g4 | h4 |
| a5 | b5 | c5 | d5 | e5 | f5 | g5 | h5 |
| a6 | b6 | c6 | d6 | e6 | f6 | g6 | h6 |
| a7 | b7 | c7 | d7 | e7 | f7 | g7 | h7 |
| a8 | b8 | c8 | d8 | e8 | f8 | g8 | h8 |

| a1 | b1 | c1 | d1 | e1 | f1 | g1 | h1 |
| a2 | b2 | c2 | d2 | e2 | f2 | g2 | h2 |
| a3 | b3 | c3 | d3 | e3 | f3 | g3 | h3 |
| a4 | b4 | c4 | d4 | e4 | f4 | g4 | h4 |
| a5 | b5 | c5 | d5 | e5 | f5 | g5 | h5 |
| a6 | b6 | c6 | d6 | e6 | f6 | g6 | h6 |
| a7 | b7 | c7 | d7 | e7 | f7 | g7 | h7 |
| a8 | b8 | c8 | d8 | e8 | f8 | g8 | h8 |

Příklad: Na uvedeném diagramu je na tahu bílý. Má možnost položit kámen na následující pole:
- e2 – otočí řadu dvou černých kamenů e3, e4
- b3 – otočí černý kámen c4
- c3 – otočí černý kámen d4
- f3 – otočí černé kameny e3 a e4
- b4 – otočí černý kámen c5
- f4 – otočí černý kámen f5
- b5 – otočí černé kameny c4 a c5
- g5 – otočí černý kámen f5
- g6 – otočí řadu dvou černých kamenů e4, f5

Po tazích na f4 nebo g5 a následném otočení kamenů se mezi dvěma bílými kameny ocitne černý kámen e4, ten se však již neotáčí, protože nebyl uzavřen právě položeným kamenem.
Hráč musí táhnout tak, aby otočil aspoň jeden soupeřův kámen. Není-li takový tah možný, řekne „pas“ a na tahu je soupeř. Pokud však může táhnout, pak táhnout musí, i kdyby to pro něj bylo nevýhodné.
Hra končí, když je zaplněno všech 64 polí nebo když ani jeden z hráčů nemůže táhnout. Vyhrává ten, kdo má na desce více kamenů. Mají-li oba stejně, hra končí remízou. Skóre hry je počet kamenů vítěze ku počtu kamenů poraženého (např. 36:28). Pokud hra skončila tím, že oba hráči nemohli táhnout a na desce ještě zbyla volná místa, přičtou se volná místa ke skóre vítěze, takže součet bodů bude vždy 64.

## Strategie
|  | |  |  |  |  |  |  |
|  | \| \| \| \| \| \| \| \| \| \| \| \| \| \| \| \| \| \| \| \| \| \| \| \| \| \| \| \| \| \| \| \| \| \| \| \| \| \| \| \| \| \| \| \| \| \| \| \| \| \| \| \| \| \| \| \| \| \| \| \| \| \| \| \| \| \| \| \| \| \| \| \| |  |  |  |  |  |  |
|  | |  |  |  |  |  |  |
|  | |  |  |  |  |  |  |
|  | |  |  |  |  |  |  |
|  | |  |  |  |  |  |  |
|  | |  |  |  |  |  |  |
|  | |  |  |  |  |  |  |
|  | |  |  |  |  |  |  |
|  | |  |  |  |  |  |  |
|  | |  |  |  |  |  |  |

|  |  |  |  |  |  |  |  |
|  |  |  |  |  |  |  |  |
|  |  |  |  |  |  |  |  |
|  |  |  |  |  |  |  |  |
|  |  |  |  |  |  |  |  |
|  |  |  |  |  |  |  |  |
|  |  |  |  |  |  |  |  |
|  |  |  |  |  |  |  |  |

Obvykle platí, že některá pole na othelieru je výhodné obsadit a jiná je lepší nechat soupeři. Zvláště výhodné bývá obsadit rohy (a1, a8, h1, h8), protože kámen v rohu nelze nijak otočit (není jak ho uzavřít mezi soupeřovy kameny). Diagram ukazuje, která pole je výhodné obsadit – čím je pole červenější, tím méně je výhodné.

## Mistrovství světa
Mistrovství světa v othellu se pořádá každoročně od roku 1977. Základní část se hraje švýcarským systémem na 13 kol, hráči na prvních čtyřech místech postupují do finálové části, která se hraje vyřazovacím systémem – napřed semifinále (první po základní části hraje se čtvrtým, druhý s třetím), vítězové se utkají o titul, poražení o 3. místo. Mistry světa se nejčastěji stávají japonští hráči. Do finálové části dosud nepostoupil žádný český hráč. V roce 2017 na mistrovství světa v Gentu reprezentovali Českou republiku Miroslav Voráček, Tomáš Douda, Ivo Rybárik, za ženy Andrea Vernerová a za juniory Nikita Zinčenko. V roce 2018 se v polovině října konalo mistrovství světa v Othellu v Praze.

## Žravé Othello
Verze zvaná Žravé Othello nebo Othello naruby se hraje podle stejných pravidel až na to, že na konci vítězí hráč, který má na desce méně kamenů.